# Big Calm
Albums de Morcheeba
Who Can You Trust?
(1996) Fragments of Freedom
(2000)
Big Calm est le deuxième album studio du groupe Morcheeba sorti le 17 mars 1998.

## Historique
The Music That We Hear, qui se trouve sur des versions en édition spéciale de l'album, est en fait un remaniement de la chanson Moog Island tirée du premier album de Morcheeba, Who Can You Trust?

## Listes des titres
| No  | Titre                                      | Durée |
| --- | ------------------------------------------ | ----- |
| 1.  | The Sea                                    | 5:47  |
| 2.  | Shoulder Holster                           | 4:05  |
| 3.  | Part of the Process                        | 4:24  |
| 4.  | Blindfold                                  | 4:37  |
| 5.  | Let Me See                                 | 4:20  |
| 6.  | Bullet Proof                               | 4:12  |
| 7.  | Over and Over                              | 2:20  |
| 8.  | Friction                                   | 4:14  |
| 9.  | Diggin' a Watery Grave                     | 1:35  |
| 10. | Fear and Love                              | 5:04  |
| 11. | Big Calm                                   | 6:01  |
| 12. | The Music That We Hear (titre additionnel) | 3:49  |